# Fame (2009)
Fame ist eine 2009 veröffentlichte Neuverfilmung des Tanzfilms Fame – Der Weg zum Ruhm, der 1980 unter der Regie von Alan Parker entstanden war.
An der Haupthandlung der Neufassung hat Regisseur Kevin Tancharoen nicht viel geändert, jedoch wurden die einzelnen Charaktere umgeschrieben. Der Film beschreibt ein Ensemble aus jungen Schauspielern, Sängern, Tänzern und Musikern, die an der New York School of Performing Arts voller Leidenschaft um die Erfüllung ihrer Träume kämpfen. Die Struktur des Originals – eine Unterteilung des Films in fünf Akte – wurde beibehalten.

## Handlung

### Erster Akt: Das Auswahlverfahren
Wie jedes Jahr sucht die New York School of Performing Arts in einem strengen Auswahlverfahren nach geeigneten Schülern, die eine Karriere in den Bereichen Schauspiel, Musik oder Tanz anstreben. Zu den wenigen Auserkorenen, die für die vierjährige Elite-Ausbildung aus Tausenden von Teilnehmern ausgewählt werden, gehören Malik, Joy, Jenny, Neil, Kevin, Marco, Denise und Victor – acht Teenager, wie sie unterschiedlicher nicht sein könnten, was Charakter, Stärken, Schwächen, Talente und Herkunft angeht.

### Zweiter Akt: Erstes Schuljahr
In ihrem straff organisierten Alltag müssen die Schüler nicht nur ihre künstlerischen Leistungen unter Beweis stellen, sondern auch die Schulbank drücken. Schon im ersten Jahr der Ausbildung werden höchste Maßstäbe an die jungen Talente gestellt. Jenny fällt es dabei immer ein wenig schwer, aus sich herauszugehen, was dem etwas draufgängerischen Marco zu gefallen scheint. Malik gerät ständig mit seiner Mutter aneinander, die kein großes Verständnis für seine Schauspielträume hat. Und auch Denise muss vor ihren Eltern immer wieder rechtfertigen, dass sie Sängerin werden will, obwohl sie seit jüngster Kindheit an auf klassisches Piano getrimmt wurde. Auch Alice wurde bereits als Fünfjährige von ihren Eltern auf Sonderschulen geschickt. Die Folge ist, dass sie arrogant und sehr von sich selbst überzeugt ist. Aber nicht nur sie selbst, auch Victor hält sie für die beste Tänzerin der Schule. Marco hat nirgends Probleme – außer bei Jenny, die seinen Annäherungsversuchen beharrlich ausweicht.

### Dritter Akt: Zweites Schuljahr
Auch im zweiten Jahr müssen alle Protagonisten an ihre Grenzen gehen, sei es Kevin, der beim Tanzen patzt, oder Victor, dem es nach wie vor schwerfällt, für die klassischen Kompositionen von Bach die gleiche Leidenschaft aufzubringen wie für seine eigenen. Er und die blonde Alice kommen sich ebenso näher wie Marco und Jenny. Malik will in Bezug auf seine Schauspielerei keine Ratschläge von einem Lehrer annehmen. Dafür entdeckt er Denises Gesangstalent. Sie beginnt, mit ihm und Victor zusammen an dessen Kompositionen zu arbeiten, lebt aber ständig in Sorge, dass ihre Eltern das entdecken könnten. Im ersten Jahr hatte sie die Chance, bei einer Aufführung des Musicals Chicago die Hintergrundmusik zu spielen, aber ihr Vater verbot es ihr, weil es nicht dem klassischen Musikstil entsprach. Ihre Mutter gibt sich keine Mühe, Denise zu unterstützen. Seitdem übt Denise die von ihr bevorzugte Musik heimlich aus.

### Vierter Akt: Drittes Schuljahr
Im dritten Jahr an der New York School of Performing Arts tun sich für die Schüler erste berufliche Chancen auf. Dafür müssen sie ebenso erste Niederlagen einstecken. Neil trifft einen Sponsor, der Interesse an seinem Kurzfilm hat, aber schließlich mit Neils hart zusammengekratztem Geld verschwindet, Joy wird zu Auswahlverfahren für Fernsehrollen eingeladen und erhält schließlich einen festen, aber mittelmäßigen Job bei der Sesamstraße, und Jenny, die regelrecht aufgeblüht ist, erhält eine Einladung zum Set einer TV-Serie, was sich jedoch als Flop herausstellt. Der Hauptdarsteller dieser TV-Serie hatte lediglich persönliches Interesse an ihr. Marco ist darüber so empört, dass er sich von Jenny trennt. Derweil können Victor, Malik und Denise einen renommierten Produzenten von ihrer Musik begeistern. Die Freude darüber hält nur kurz an: Der Produzent will ausschließlich Denise unter Vertrag nehmen, aber sie lehnt ab, um ihre Freunde nicht zu kränken und die Schule abzuschließen. Da auch die Lehrer ihre Schüler langsam auf die Karriere vorbereiten wollen, nehmen sie sie auf öffentliche Auftritte mit, darunter in eine Karaoke-Bar. Dort kommt auch die Singstimme ihrer Musiklehrerin zum Vorschein. Im Anschluss daran erzählt sie ihre Lebensgeschichte.

### Fünfter Akt: Abschlussjahr
Im vierten Schuljahr rückt schließlich der lang ersehnte Abschluss näher. Alice hat ihren Durchbruch geschafft. Sie bricht die Schule ab und geht mit einer berühmten Truppe auf Welttournee. Unglücklich trennt sich Victor von ihr. Kevin muss von seiner Lehrerin hören, dass sein Können nicht für die Karriere des Tänzers ausreiche. Nachdem er seine Niedergeschlagenheit darüber überwunden hat, beschließt er, trotzdem das Jahr zu beenden und dann das Tanzstudio seiner Mutter als Tanzlehrer zu übernehmen. Joy aber bekommt ihren Abschluss nicht. Ihr Notendurchschnitt ist durch ständige Abwesenheit zu weit abgesunken. Malik setzt sich endlich mit seiner Vergangenheit auseinander und schließt seine eigenen Emotionen aus seiner Schauspielerei aus. Er hat gemeinsam mit Denise einen Auftritt, den auch ihre Eltern sehen. Ihr Vater will sie daraufhin wütend von der Schule nehmen, aber ihre Mutter spricht endlich ein Machtwort: Denise darf Sängerin werden. Jenny und Marco wagen einen Neuanfang. Auf der Abschlussfeier ist nicht jeder an dem Punkt angekommen, den er vier Jahre zuvor geplant hatte, aber sie sind bereit, das Gelernte in der Welt außerhalb der Schule anzuwenden.

## Hintergrund

### Entstehungsgeschichte
Der Originalfilm von 1980 war nicht nur beim Publikum erfolgreich, er konnte von sechs Oscarnominierungen auch zwei gewinnen, den für die beste Musik und den für „Bester Song“. In der Folge entstanden die Fernsehserie Fame – Der Weg zum Ruhm mit sechs Staffeln, ein weltweit erfolgreiches Musical Fame – Der Weg zum Ruhm und eine TV-Reality-Show.
Fame ist der erste Spielfilm von Kevin Tancharoen. Bis dahin war Tancharoen vor allem als Tänzer und Choreograph, darunter für Madonna und die Pussycat Dolls, sowie als TV-Produzent tätig gewesen. Zu seinen ersten Dreherfahrungen gehört Onyx Hotel – Live In Miami, ein Live-Konzert von Britney Spears, das im Oktober 2009 auf DVD veröffentlicht wurde. Wie schon Alan Parker beim Originalfilm wählte auch Tancharoen vor allem Anfänger aus, um deren Kampf um die Karriere authentisch darzustellen. Prägend für die Neufassung ist die Zusammensetzung aus Tanz, Schauspiel und Musik, wie Hip-Hop, Modern Dance und Jazz, vermischt mit neuen Darstellungsformen wie Slam-Poetry und Freestyle.
Fame wurde in Los Angeles und New York City gedreht. Die Dreharbeiten begannen im Dezember 2008. Das Budget des Films wird auf rund 18 Millionen US-Dollar geschätzt.

### Veröffentlichung
Am 23. September 2009 feierte der Film seine Premiere in Los Angeles.
Während der Film in den Vereinigten Staaten, Kanada und dem Vereinigten Königreich bereits am 25. September 2009 veröffentlicht wurde, startete ihn Universum Film am 7. Oktober 2009 in der Schweiz, am 24. Dezember 2009 in Deutschland in den Kinos und in Österreich einen Tag später. Die DVD wurde in Deutschland von Universum Film GmbH am 14. Mai 2010 veröffentlicht.
Der Film spielte am Eröffnungswochenende in den USA über 10 Millionen US-Dollar ein, was ihn zum dritterfolgreichsten Film dieses Wochenendes machte. Insgesamt spielte der Film in den USA knapp 22,5 Millionen ein und kam weltweit auf Einnahmen in Höhe von mehr als 54,7 Millionen US-Dollar.

### Soundtrack
Der Soundtrack mit 19 Musiktiteln wurde am 25. August 2009 von Lakeshore Entertainment in digitalen Geschäften und am nordamerikanischen Markt veröffentlicht. Er enthält hauptsächlich neue Lieder. Vom Originalfilm blieben nur die Ballade Out here on my own und der oscarprämierte Hit Fame von Michael Gore, mit dem Irene Cara berühmt wurde. Dieser wurde jedoch neu arrangiert und mit modernen Elementen versehen.

## Kritik
Die Neuverfilmung erhielt bisher vor allem negative Kritiken. So zeigt das Tomatometer von Rotten Tomatoes 28 % positive bei 101 Kritiken, mit dem Konsens, dass der Filmschnitt zerhackt und die Charaktere unvollständig seien, und der ganze Film insgesamt auf Fans von High School Musical und ähnlichen Produkten ausgerichtet sei. Betsy Sharkey von der Los Angeles Times lobte dennoch die von Tancharoen choreografierten Tanzszenen, die als einzige den Film beleben würden. Zudem hob sie Naturi Naughton, Kherington Payne, Collins Pennie und Asher Book aus der Masse der ansonsten „vergessenswerten“ Darsteller heraus.
Andy Webster von der New York Times nannte den Film entsättigt und kritisierte, dass die Jugendlichen im Remake kaum noch wirkliche Probleme oder Rebellionen durchmachen würden. Roger Ebert vergab zwei von fünf Sternen. Er vermutete, dass Regisseur Tancharoen nicht verstanden habe, was den Charme des Originalfilms ausmachte, und dass aus diesem Unverständnis heraus die oberflächliche, seichte Neuverfilmung eines ursprünglich bewegenden Films entstanden sei. Die Verleiher des Filmpreises Goldene Himbeere bezeichneten Fame als den schlechtesten neuen Kinofilm der Woche und deuteten an, den Film für die kommende Verleihung im Frühjahr 2010 nominieren zu wollen.